# Digenea
Дигенеа (Digenea) је род унутрашњих паразита. За домаћина се причвршћују помоћу 2 пијавке - усне и трбушне. Током животног циклуса имају више домаћина. У ову групу спадају велики или овчији метиљ, мали или говеђи метиљ, мачији метиљ и крвни метиљ.